# 伊東ちはや
伊東 ちはや（いとう ちはや、本名：佐藤 ちはや（さとう - ）、1984年 - ）は、日本の小説家。本名の筆名で執筆した作品もある。

## 人物
『機動戦艦ナデシコ』、『うしおととら』、辻仁成による『ピアニシモ』などに影響を受けていると語る。
中高生の頃は漫画を書いていた。
小説を初めて書いたのは高校生時代。
「今を生きる。未来を生きる！」というのが、作家としてのこれからの目標であると語る。

## 作品

### 単著
- 妹がゾンビなんですけど!シリーズ - PHP研究所スマッシュ文庫、2011年4月 - 2012年12月、全4巻。
- 『謎の彼女X 謎の小説版』 - 佐藤ちはや名義、講談社ラノベ文庫、2012年6月1日初版発行、ISBN 978-4-06-375234-2
- 『3日目東館のマホウ』 - 佐藤ちはや名義、講談社ラノベ文庫、2013年3月1日初版発行、ISBN 978-4-06-375275-5

### 未発表
- 『猫さんの話』（絵本）など[2]